# Nottjärnen (Degerfors socken, Västerbotten, 714055-165738)
Nottjärnen är en sjö i Vindelns kommun i Västerbotten och ingår i Umeälvens huvudavrinningsområde. Sjön har en area på 0,137 kvadratkilometer och ligger 226,1 meter över havet. Sjön avvattnas av vattendraget Byssjan.

## Delavrinningsområde
Nottjärnen ingår i det delavrinningsområde (713995-165661) som SMHI kallar för Inloppet i Lill-Byssjaträsket. Medelhöjden är 251 meter över havet och ytan är 6,16 kvadratkilometer. Räknas de 17 avrinningsområdena uppströms in blir den ackumulerade arean 200,96 kvadratkilometer. Byssjan som avvattnar avrinningsområdet har biflödesordning 2, vilket innebär att vattnet flödar genom totalt 2 vattendrag innan det når havet efter 113 kilometer. Avrinningsområdet består mestadels av skog (85 procent) och sankmarker (12 procent). Avrinningsområdet har 0,14 kvadratkilometer vattenytor vilket ger det en sjöprocent på 2,2 procent.